# Rapala rhoecus
Rapala rhoecus är en fjärilsart som beskrevs av De Nicéville 1895. Rapala rhoecus ingår i släktet Rapala och familjen juvelvingar. Inga underarter finns listade.

## Bildgalleri

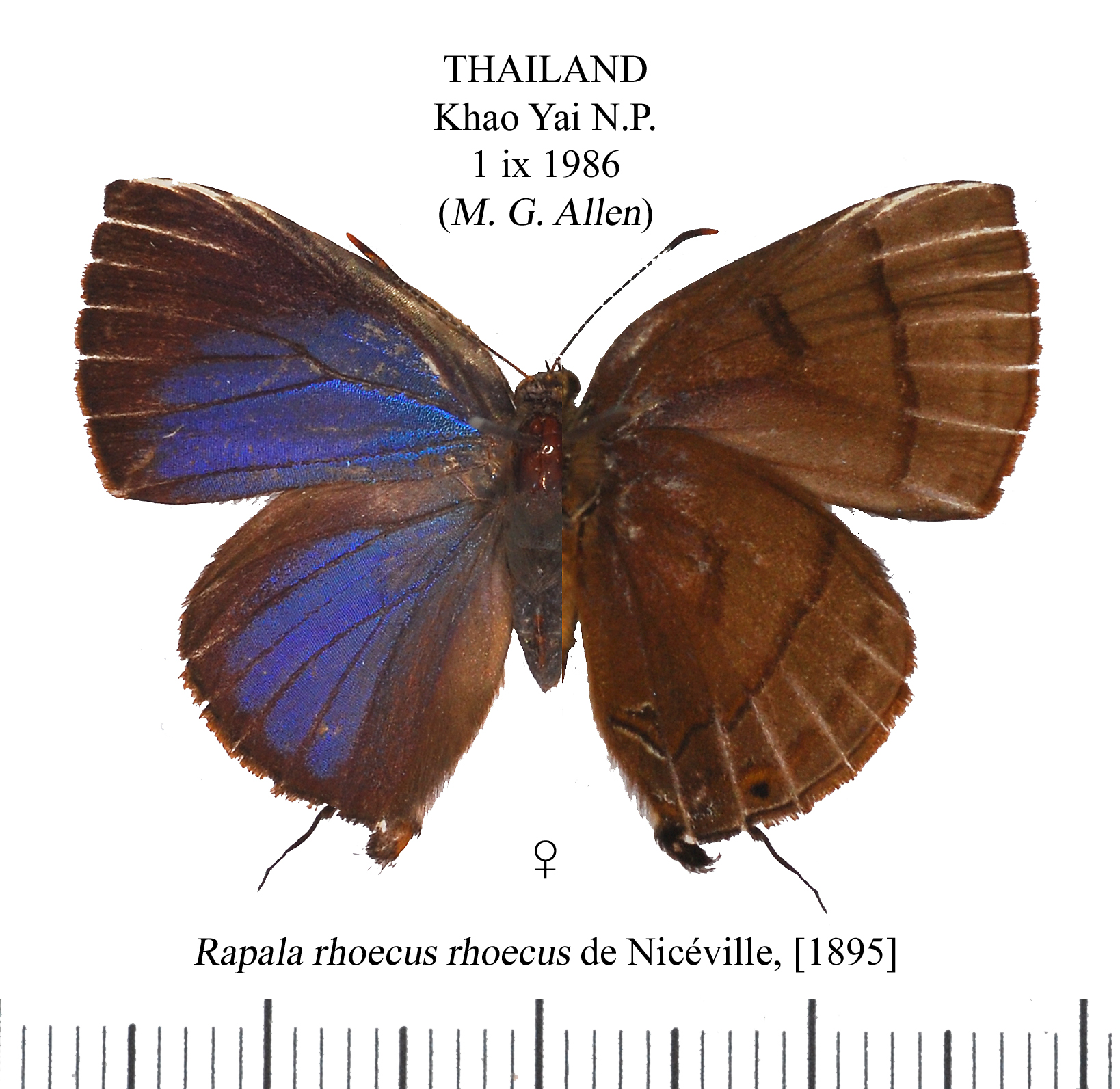
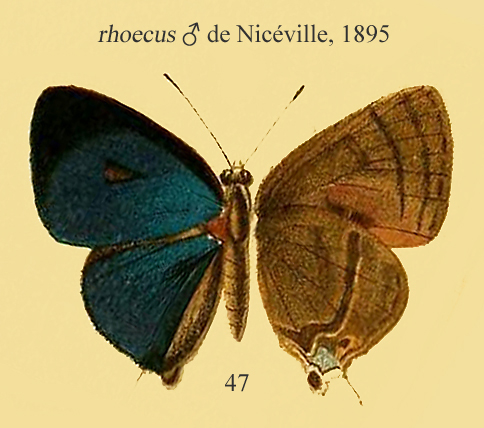
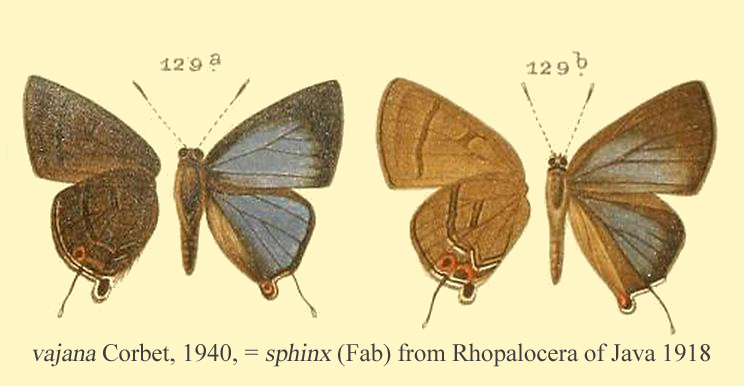